# The Sick, the Dying... and the Dead!
The Sick, the Dying... and the Dead! (en español: ¡Los enfermos, los moribundos... y los muertos!) es el décimo sexto álbum de estudio del grupo musical estadounidense de thrash metal Megadeth, lanzado el 2 de septiembre de 2022 en el sello Tradecraft del líder Dave Mustaine a través de Universal. Este es el primer álbum de Megadeth en presentar al baterista Dirk Verbeuren, el segundo álbum de Megadeth con el guitarrista Kiko Loureiro, y su primer álbum de estudio en seis años desde Dystopia (2016), marcando la brecha más larga entre dos álbumes de estudio en la carrera de la banda. En producción durante más de dos años, el álbum fue producido por Mustaine y Chris Rakestraw.
Durante la grabación del álbum, el bajista y miembro fundador David Ellefson fue despedido de la banda debido a un escándalo sexual. Sus partes de bajo fueron eliminadas del álbum y fueron regrabadas por el bajista de Testament, Steve DiGiorgio.

## Lanzamiento y promoción
The Sick, the Dying... and the Dead! tardó más de dos años en materializarse, y las sesiones de grabación se llevaron a cabo entre mayo de 2019 y hacia fines de 2021, el tiempo más largo que Megadeth ha tardado en grabar un álbum hasta este momento. El álbum estaba originalmente programado para un lanzamiento a principios de 2022, sin embargo, los problemas con la impresión y distribución de vinilos dieron como resultado que la fecha de lanzamiento inicialmente se retrasara hasta el verano. El álbum se retrasó más tarde hasta su lanzamiento en septiembre de 2022.
El sitio web sickdyingdead.com se lanzó el 20 de junio de 2022 para promocionar el álbum.
El primer sencillo del álbum, "We'll Be Back", se lanzó a través de servicios de transmisión el 23 de junio.

## Lista de canciones
Todas las canciones escritas y compuestas por Dave Mustaine y Kiko Loureiro, excepto donde se indique. 
| N.º | Título                                                       | Duración |  |
| 1.  | «The Sick, the Dying... and the Dead!»                       | 5:04     |  |
| 2.  | «Life in Hell (Mustaine, Dirk Verbeuren)»                    | 4:12     |  |
| 3.  | «Night Stalkers (Mustaine, Loureiro, Verbeuren)» (con Ice T) | 6:38     |  |
| 4.  | «Dogs of Chernobyl»                                          | 6:14     |  |
| 5.  | «Sacrifice»                                                  | 4:08     |  |
| 6.  | «Junkie»                                                     | 3:39     |  |
| 7.  | «Psychopathy»                                                | 1:20     |  |
| 8.  | «Killing Time»                                               | 5:13     |  |
| 9.  | «Soldier On!»                                                | 4:54     |  |
| 10. | «Célebutante»                                                | 3:51     |  |
| 11. | «Mission to Mars»                                            | 5:24     |  |
| 12. | «We'll Be Back»                                              | 4:29     |  |

| Digital Bonus Tracks |                                                                                |          |  |
| N.º                  | Título                                                                         | Duración |  |
| 13.                  | «Police Truck» (cover de Dead Kennedys)                                        | 2:29     |  |
| 14.                  | «This Planet's on Fire (Burn in Hell)» (cover de Sammy Hagar, con Sammy Hagar) | 5:04     |  |

## Personal
Megadeth
- Dave Mustaine: Voz, guitarra líder, guitarra rítmica y guitarra acústica.
- Kiko Loureiro: Guitarra líder, guitarra rítmica y coros.
- Dirk Verbeuren: Batería.

Músicos adicionales / de sesión
- Steve DiGiorgio: Bajo.
- Ice T: Voz (pista 3).
- Sammy Hagar: Voz (pista 14).